# The Breaker Upperers
The Breaker Upperers é um filme de comédia romântica da Nova Zelândia que foi escrito, dirigido e estrelado por Madeleine Sami e Jackie van Beek. O filme é sobre duas mulheres cínicas no amor, criando uma agência para desmembrar casais, como forma de evitar o abandono.
Foi lançado na Nova Zelândia em 3 de maio de 2018. Foi lançado internacionalmente na Netflix (excluindo Nova Zelândia e Austrália) em 15 de fevereiro de 2019.

## Enredo
Jen e Mel dirigem "The Breaker Upperers", uma agência em Auckland para pessoas que precisam de ajuda para romper com seus parceiros importantes. Eles usam meios pouco ortodoxos para ajudar seus clientes, como se passar por policiais para informar uma mulher, Anna, que seu marido morreu e que seu corpo desapareceu (embora este último esteja apenas se escondendo no carro da agência).
Durante os seus vinte anos, as duas mulheres se tornaram amigas depois de descobrirem que seu então namorado, Joe, estava enganando as duas. Embora Mel tenha seguido em frente, Jen continua obcecada por Joe, que voltou para a cidade com sua esposa e filhos.
Mel se apaixona por Jordan, um cliente de dezessete anos que tem medo de romper com sua temível namorada, Sepa. A atração é mútua, muito para a hesitação de Jen. Os três se encontram com Sepa e sua gangue para acabar com o casal; Sepa não leva a notícia bem e soca Jen no rosto. Após o incidente, Mel e Jordan começam a namorar.
Um dia, Jen e Mel reencontram Anna, que ainda acredita que o corpo de seu marido está faltando e que as duas mulheres são policiais. Anna e Mel logo se tornam amigas devido aos seus muitos interesses compartilhados, o que irrita Jen e faz com que ela se sinta excluída. Por fim, Anna implora às duas mulheres que lhe forneçam acesso ao arquivo do marido. Jen e Mel, que estão vestidas como policiais, tentam continuar a farsa levando Anna em um passeio pela delegacia de polícia local. Seu enredo é revelado quando um oficial de verdade os confunde por ser strippers e pede uma dança no colo. Depois de proporcionar a dança do colo, Anna, chocada, sai tempestivamente da estação. Mel pede desculpas e explica que o marido de Anna as contratou. Anna não os perdoa; ela está furiosa e afirma que o que as duas mulheres estão fazendo é errado e que muitas pessoas foram feridas por suas ações.
Mel leva as palavras de Anna para o coração e pensa em deixar a agência, enfurecendo Jen, que não vê nada de errado com o que estão fazendo. Sua amizade é ainda mais complicada quando Jen culpa Mel por causar seu rompimento com Joe há muitos anos. Apesar de ser lembrado de que Joe machucou os dois, Jen corta Mel de sua vida. Mel deixa a agência.
Jen entra em contato com Joe e eles se encontram para jantar em um restaurante. Ela declara seu amor de longa data por ele e afirma que ele é "o único". Inicialmente acreditando que ela está brincando, Joe ri dela. Ele revela que ele a traiu não apenas com Mel, mas também com várias outras mulheres. Joe rejeita Jen, afirmando que, embora ele tenha sido infiel em sua juventude, ele cresceu desde então.
Enquanto isso, Mel continua namorando Jordan. Embora ele seja uma pessoa gentil e carinhosa, ela percebe que, devido à sua juventude, Jordan permanece ingênuo e infantil. Ele também ainda está apaixonado por Sepa, que havia apoiado sua carreira de rugby. Quando Jen encontra Mel nas lojas, a última revela que ela está grávida. Ela deseja manter o bebê, mas não tem certeza de seu relacionamento com Jordan.
Jen pede a ajuda de Sepa, que ainda está apaixonada por Jordan. No pub local, Jordan está sendo publicamente parabenizado por seu recente contrato para jogar rugby com os Gold Coast Titans. Mel também está presente, e ela parece preocupada quando Jordan declara que está disposto a perder o contrato para ficar com ela e com o bebê.
Sepa e sua gangue chegam ao bar com Jen. Sepa pega o microfone e declara seu amor por Jordan, se desculpando por sua personalidade de confronto e afirmando que ela sabe que precisa suavizar seu comportamento. Sepa e sua gangue cantam para Jordan, enquanto Jen canta para Mel sobre sua amizade. Mel então se separa suavemente com Jordan, encorajando-o a voltar para Sepa e aceitar o contrato de rúgbi. Ela também garante que ela e seu bebê vão visitá-lo sempre que possível. Satisfeito com o apoio dela, ele se reúne com Sepa. Jen e Mel fazem as pazes, com Jen prometendo estar lá para sua amiga e apoiá-la através da maternidade.
Nos créditos finais, Jen e Mel renomearam sua agência para ajudar os clientes com "ups e break ups". Eles são vistos reunindo casais, incluindo aqueles que já haviam usado a agência para desmembramentos. Anna perdoou Mel e os dois retomaram a amizade. Jordan se mudou para a Gold Coast e é visto feliz brincando com sua filha pequena.

## Elenco
- Jackie van Beek como Jennifer
- Madeleine Sami como Mel
- James Rolleston como Jordan
- Celia Pacquola como Anna
- Ana Scotney como Sepa
- Cohen Holloway como Joe